# Nils-Arvid Bringéus
Nils-Arvid Bringéus, född 29 mars 1926 i Malmö, död 21 april 2023 i Lund, var en svensk etnolog och präst. Han var professor i etnologi vid Lunds universitet. Han var far till ambassadören Krister Bringéus.

## Biografi
Bringéus blev filosofie licentiat i etnografi vid Lunds universitet 1952, teologie kandidat 1953, filosofie doktor 1958 och docent i nordisk och jämförande folklivsforskning vid Lunds universitet 1958 samt professor i etnologi där 1967. Han blev emeritus 1991. Han har varit visiting professor vid universiteten i Berkeley 1976, Bergen 1978 och Edinburgh 1998.
År 1990 utnämndes han till hedersdoktor vid universitetet i Bergen, 1994 vid Westfälische Wilhelms-Universität Münster, 1993 vid Åbo akademi och han blev 1994 teologie hedersdoktor vid Lunds universitet.

## Ledamotskap
- Ledamot av Kungl. Vitterhets Historie och Antikvitets Akademien (LHA)
- Ledamot av Kungl. Gustaf Adolfs Akademien (LGAA)
- Ledamot av Kungl. Fysiografiska sällskapet i Lund (LFS)
- Ledamot av Kungl. Humanistiska Vetenskapssamfundet i Lund (LLHS)
- Ledamot av Kungl. Skytteanska Samfundet (LSS)
- Ledamot av Vetenskapssocieteten i Lund (LVSL, f.d. preses, hedersledamot)
- Utländsk ledamot av Finska Vetenskapsakademien (LFVA) [8]
- Hedersledamot av Societas Ethnographica Hungarica
- Hedersledamot av International Union of Anthropological and Ethnographical Sciences

## Priser och utmärkelser
- Lengertz litteraturpris 2001
- Örkelljunga kommuns kulturpris 1986